# Serie A 2014-2015 (hockey su ghiaccio)
La Serie A di hockey su ghiaccio 2014-2015, l'81º campionato italiano della massima serie, è stata organizzata dalla Federazione Italiana Sport del Ghiaccio e dalla Italian Ice Hockey Association.
Nel corso dell'estate del 2014 furono apportate numerose modifiche alla struttura della lega, dal numero di squadre iscritte al nome stesso del campionato, il quale fece ritorno alla denominazione di Serie A.
La stagione si è conclusa con l'Asiago Hockey vincitore del suo quinto scudetto.

## Squadre
Il massimo campionato tornò quindi a chiamarsi Serie A e venne ampliato inglobando anche le squadre (ad eccezione del Merano, che non si iscrisse per problemi finanziari) che la stagione precedente avevano deciso di iscriversi in Inter-National-League. Il campionato si ampliò perciò da otto a dodici partecipanti.
| Squadre in Serie A nella stagione 2014-2015 | Squadre in Serie A nella stagione 2014-2015 | Squadre in Serie A nella stagione 2014-2015 | Squadre in Serie A nella stagione 2014-2015 | Squadre in Serie A nella stagione 2014-2015 | Squadre in Serie A nella stagione 2014-2015 | Squadre in Serie A nella stagione 2014-2015 | Asiago Cortina Eppan Fassa Gherdëina Kaltern Milano Rossoblu Neumarkt Pustertal Ritten Sterzing Valpellice |
| Club                                        | Regione                                     | Città                                       | Abitanti                                    | Arena                                       | Capacità                                    | Presenze in Serie A                         | Asiago Cortina Eppan Fassa Gherdëina Kaltern Milano Rossoblu Neumarkt Pustertal Ritten Sterzing Valpellice |
| ------------------------------------------- | ------------------------------------------- | ------------------------------------------- | ------------------------------------------- | ------------------------------------------- | ------------------------------------------- | ------------------------------------------- | --- |
| Asiago Hockey                               | Veneto                                      | Asiago (VI)                                 | 6.450                                       | Hodegart                                    | 3.000                                       | 51                                          | Asiago Cortina Eppan Fassa Gherdëina Kaltern Milano Rossoblu Neumarkt Pustertal Ritten Sterzing Valpellice |
| SG Cortina                                  | Veneto                                      | Cortina d'Ampezzo (BL)                      | 5.915                                       | Stadio Olimpico del Ghiaccio                | 2.700                                       | 67                                          | Asiago Cortina Eppan Fassa Gherdëina Kaltern Milano Rossoblu Neumarkt Pustertal Ritten Sterzing Valpellice |
| Milano Rossoblu                             | Lombardia                                   | Milano                                      | 1.338.264                                   | Stadio del ghiaccio Agorà                   | 4.000                                       | 3                                           | Asiago Cortina Eppan Fassa Gherdëina Kaltern Milano Rossoblu Neumarkt Pustertal Ritten Sterzing Valpellice |
| HC Valpellice                               | Piemonte                                    | Torre Pellice (TO)                          | 4.735                                       | Cotta Morandini                             | 2.440                                       | 14                                          | Asiago Cortina Eppan Fassa Gherdëina Kaltern Milano Rossoblu Neumarkt Pustertal Ritten Sterzing Valpellice |
| HC Pustertal                                | Trentino-Alto Adige                         | Brunico (BZ)                                | 16.050                                      | Rienzstadion                                | 2.050                                       | 41                                          | Asiago Cortina Eppan Fassa Gherdëina Kaltern Milano Rossoblu Neumarkt Pustertal Ritten Sterzing Valpellice |
| Ritten Sport                                | Trentino-Alto Adige                         | Collalbo (BZ)                               | 7.750                                       | Arena Ritten                                | 1.200                                       | 19                                          | Asiago Cortina Eppan Fassa Gherdëina Kaltern Milano Rossoblu Neumarkt Pustertal Ritten Sterzing Valpellice |
| HC Fassa                                    | Trentino-Alto Adige                         | Alba di Canazei (TN)                        | 1.916                                       | Gianmario Scola                             | 3.500                                       | 30                                          | Asiago Cortina Eppan Fassa Gherdëina Kaltern Milano Rossoblu Neumarkt Pustertal Ritten Sterzing Valpellice |
| WSV Sterzing Broncos                        | Trentino-Alto Adige                         | Vipiteno (BZ)                               | 6.812                                       | Weihenstephan Arena                         | 1.700                                       | 9                                           | Asiago Cortina Eppan Fassa Gherdëina Kaltern Milano Rossoblu Neumarkt Pustertal Ritten Sterzing Valpellice |
| HC Eppan                                    | Trentino-Alto Adige                         | Appiano sulla Strada del Vino (BZ)          | 14.745                                      | Stadio del ghiaccio di Appiano              | 1.500                                       | 3                                           | Asiago Cortina Eppan Fassa Gherdëina Kaltern Milano Rossoblu Neumarkt Pustertal Ritten Sterzing Valpellice |
| HC Gherdëina                                | Trentino-Alto Adige                         | Selva di Val Gardena (BZ)                   | 2.642                                       | Pranives                                    | 2.000                                       | 48                                          | Asiago Cortina Eppan Fassa Gherdëina Kaltern Milano Rossoblu Neumarkt Pustertal Ritten Sterzing Valpellice |
| SV Kaltern                                  | Trentino-Alto Adige                         | Caldaro sulla strada del vino (BZ)          | 7.844                                       | Palaghiaccio Caldaro                        | 1.500                                       | 2                                           | Asiago Cortina Eppan Fassa Gherdëina Kaltern Milano Rossoblu Neumarkt Pustertal Ritten Sterzing Valpellice |
| HC Neumarkt                                 | Trentino-Alto Adige                         | Egna (BZ)                                   | 5.176                                       | WürthArena                                  | 1.200                                       | 2                                           | Asiago Cortina Eppan Fassa Gherdëina Kaltern Milano Rossoblu Neumarkt Pustertal Ritten Sterzing Valpellice |

## Formula

### Calendario
In seguito alla modifica del numero delle squadre (da otto a dodici formazioni) fu modificata anche la formula: la stagione regolare ebbe solamente un'andata e un ritorno, con in seguito una seconda fase del torneo dove le squadre (che mantennero i punti acquisti nella fase precedente) furono suddivise in due gruppi: le prime sei classificate formarono il Master Round, le restanti partecipanti diedero vita al Playoff Round. In questa seconda fase, ci fu dapprima una serie di sfide (solo gare di andata) tra le varie formazioni dello stesso raggruppamento, successivamente un'altra serie di sfide (sempre solo gare di andata) tra le squadre del Master e del Playoff Round. Chiusero la seconda fase le gare di ritorno tra le varie formazioni dello stesso raggruppamento.
Al termine di queste sedici giornate della seconda fase, si decisero quindi i piazzamenti per il tabellone dei playoff: l'ultima squadra classificata nel Playoff Round terminò la stagione, mentre le prime cinque squadre del Master Round ebbero accesso direttamente ai quarti di finale. Le sesta compagine del Master Round sfidò nello spareggio (best of three) la penultima del Playoff Round, mentre le restanti quattro squadre del Playoff Round giocarono a loro volta degli spareggi (sempre al meglio delle tre gare) per assicurarsi un posto nei playoff scudetto. Tutte le gare dei playoff furono poi disputate al meglio dei sette incontri.

### Transfer card
A seguito dell'elezione del nuovo presidente federale, la Federazione impose per questa stagione nuove regole, in particolare con l'intento di far crescere il movimento hockeistico nazionale. Tra queste fu fissato un limite massimo di giocatori stranieri schierabili individuato in sole 4 unità, scendendo pertanto drasticamente dai 9 schierabili l'anno precedente. Proprio per questo motivo alcune società (Valpellice ed Asiago) lamentarono l'imposizione di questa regola (la squadra torrese per la scarsità di giocatori di scuola italiana provenienti dall'area piemontese cui poteva affidarsi, mentre il team altopianese per via dei numerosi contratti pluriennali in essere con giocatori stranieri). Tuttavia, anche per il supporto avuto dalle altre squadre, tale regola entrò subito in vigore.
Venivano comunque non considerati giocatori stranieri quei giocatori provenienti da Federazione estera in possesso anche di cittadinanza italiana e che avessero disputato almeno 2 consecutive stagioni sportive (complete) nei campionati italiani e che fossero però in possesso (una novità introdotta in questa stagione) anche del cosiddetto Transfer card illimitato (da richiedere alla propria Federazione di appartenenza).
Il mercato per i giocatori stranieri si chiudeva, come di consueto, il 31 gennaio.

## Copertura TV e radio
Una parziale copertura TV della Serie A è offerta sui canali Rai Sport, grazie all'accordo che prevede la trasmissione in diretta di una partita ogni giovedì della ELITE A ITAS CUP.
La copertura radio è stata garantita dalla trasmissione "Tutto l'hockey minuto per minuto", trasmessa da diverse emittenti regionali.

## Stagione regolare

### Risultati
20 settembre 2014 - 13 dicembre 2014
| 1ª           | giornata                | 22ª          |
| 20 set. 2014 |                         | 13 dic. 2014 |
| 7-1          | Asiago-Milano           | 5-1          |
| 1-2          | Caldaro-Gardena         | 1-8          |
| 5-3          | Cortina-Appiano         | 3-2          |
| 0-3          | Fassa-Renon             | 1-8          |
| 6-0          | Val Pusteria-Valpellice | 3-2          |
| 1-2          | Vipiteno-Egna           | 5-3          |

| 4ª          | giornata             | 19ª         |
| 2 ott. 2014 |                      | 4 dic. 2014 |
| 3-2 dr      | Appiano-Asiago       | 0-4         |
| 5-2         | Cortina-Caldaro      | 5-2         |
| 1-2 dts     | Egna-Fassa           | 2-1 dr      |
| 3-2 dr      | Gardena-Val Pusteria | 2-0         |
| 2-3 dts     | Milano-Vipiteno      | 4-2         |
| 2-3 dts     | Renon-Valpellice     | 1-5         |

| 7ª           | giornata             | 16ª          |
| 11 ott. 2014 |                      | 15 nov. 2014 |
| 7-3          | Asiago-Caldaro       | 6-1          |
| 6-2          | Milano-Appiano       | 4-1          |
| 1-2 dr       | Renon-Gardena        | 2-1          |
| 7-4          | Valpellice-Egna      | 2-1          |
| 2-3 dts      | Val Pusteria-Cortina | 3-2          |
| 4-1          | Vipiteno-Fassa       | 4-1          |

| 10ª          | giornata            | 13ª          |
| 23 ott. 2014 |                     | 30 ott. 2014 |
| 4-1          | Appiano-Vipiteno    | 4-5 dts      |
| 3-4          | Asiago-Val Pusteria | 0-3          |
| 0-2          | Caldaro-Milano      | 6-5          |
| 2-6          | Cortina-Renon       | 5-6 dr       |
| 3-2          | Egna-Gardena        | 1-2          |
| 4-3          | Fassa-Valpellice    | 3-8          |

| 2ª           | giornata            | 21ª          |
| 25 set. 2014 |                     | 11 dic. 2014 |
| 4-3          | Appiano-Caldaro     | 3-5          |
| 3-5          | Egna-Cortina        | 2-0          |
| 5-2          | Gardena-Fassa       | 3-2 dts      |
| 3-4 dts      | Milano-Pusteria     | 5-6 dts      |
| 1-2 dts      | Renon-Asiago        | 4-3          |
| 5-1          | Valpellice-Vipiteno | 3-6          |

| 5ª          | giornata             | 18ª          |
| 4 ott. 2014 |                      | 22 nov. 2014 |
| 12-1        | Asiago-Egna          | 4-3          |
| 1-2 dts     | Fassa-Cortina        | 3-2          |
| 1-5         | Milano-Renon         | 5-4 dr       |
| 4-2         | Valpellice-Gardena   | 5-2          |
| 8-2         | Val Pusteria-Appiano | 3-4          |
| 2-1 dts     | Vipiteno-Caldaro     | 3-2          |

| 8ª           | giornata             | 15ª          |
| 16 ott. 2014 |                      | 13 nov. 2014 |
| 3-6          | Appiano-Renon        | 4-3          |
| 2-5          | Caldaro-Val Pusteria | 2-4          |
| 1-2 dr       | Cortina-Valpellice   | 4-6          |
| 2-3 dr       | Egna-Milano          | 2-5          |
| 1-5          | Fassa-Asiago         | 2-7          |
| 5-0          | Gardena-Vipiteno     | 4-1          |

| 11ª          | giornata              | 12ª          |
| 25 ott. 2014 |                       | 28 ott. 2014 |
| 5-3          | Appiano-Egna          | 5-6          |
| 2-1          | Gardena-Cortina       | 1-3          |
| 5-4          | Milano-Fassa          | 9-1          |
| 4-3          | Renon-Caldaro         | 5-2          |
| 6-0          | Valpellice-Asiago     | 4-5          |
| 1-0          | Vipiteno-Val Pusteria | 0-2          |

| 3ª           | giornata           | 20ª         |
| 27 set. 2014 |                    | 6 dic. 2014 |
| 5-2          | Appiano-Fassa      | 2-5         |
| 7-6 dr       | Asiago-Gardena     | 5-0         |
| 2-6          | Caldaro-Egna       | 2-5         |
| 3-4          | Valpellice-Milano  | 1-3         |
| 0-1          | Val Pusteria-Renon | 3-0         |
| 2-1          | Vipiteno-Cortina   | 3-5         |

| 6ª          | giornata           | 17ª          |
| 9 ott. 2014 |                    | 20 nov. 2014 |
| 3-6         | Appiano-Valpellice | 1-5          |
| 4-1         | Caldaro-Fassa      | 2-5          |
| 1-3         | Cortina-Asiago     | 2-3 dts      |
| 1-3         | Egna-Val Pusteria  | 1-9          |
| 3-4 dr      | Gardena-Milano     | 1-4          |
| 4-5         | Vipiteno-Renon     | 5-4 dts      |

| 9ª           | giornata           | 14ª         |
| 18 ott. 2014 |                    | 1 nov. 2014 |
| 6-3          | Gardena-Appiano    | 4-5 dr      |
| 5-2          | Milano-Cortina     | 4-3 dts     |
| 7-2          | Renon-Egna         | 4-1         |
| 5-0          | Valpellice-Caldaro | 4-0         |
| 3-2          | Val Pusteria-Fassa | 9-3         |
| 5-6 dts      | Vipiteno-Asiago    | 0-1         |

Legenda: dts = dopo i tempi supplementari; dr = dopo i tiri di rigore

### Classifica
|  | Pos. | Squadra          | Pt | G  | V  | VOT | POT | P  | GF | GS | DR  |
|  | ---- | ---------------- | -- | -- | -- | --- | --- | -- | -- | -- | --- |
|  | 1.   | Val Pusteria     | 48 | 22 | 14 | 2   | 2   | 4  | 82 | 42 | +40 |
|  | 2.   | Asiago           | 48 | 22 | 13 | 4   | 1   | 4  | 97 | 52 | +45 |
|  | 3.   | Ritten-Renon     | 46 | 22 | 13 | 1   | 5   | 3  | 82 | 57 | +25 |
|  | 4.   | Milano Rossoblu  | 44 | 22 | 11 | 4   | 3   | 4  | 85 | 67 | +18 |
|  | 5.   | Valpellice       | 43 | 22 | 13 | 2   | 0   | 7  | 89 | 56 | +33 |
|  | 6.   | Gherdëina        | 36 | 22 | 9  | 3   | 3   | 7  | 67 | 57 | +10 |
|  | 7.   | Vipiteno Broncos | 30 | 22 | 7  | 4   | 1   | 10 | 58 | 65 | -7  |
|  | 8.   | Cortina          | 29 | 22 | 7  | 2   | 4   | 9  | 62 | 67 | -5  |
|  | 9.   | Eppan-Appiano    | 23 | 22 | 6  | 2   | 1   | 13 | 68 | 95 | -27 |
|  | 10.  | Neumarkt-Egna    | 22 | 22 | 6  | 1   | 2   | 13 | 55 | 88 | -33 |
|  | 11.  | Fassa Falcons    | 17 | 22 | 4  | 1   | 3   | 14 | 47 | 96 | -49 |
|  | 12.  | Kaltern-Caldaro  | 10 | 22 | 3  | 0   | 1   | 18 | 46 | 96 | -50 |

Il Val Pusteria si classifica davanti l'Asiago in virtù della classifica avulsa.
Legenda:

      Ammesse al Master Round
      Ammesse al Playoff Round
Note:

Tre punti a vittoria, due punti a vittoria dopo overtime o rigori, un punto a sconfitta dopo overtime o rigori, zero a sconfitta.

## Seconda fase

### Master Round
23 dicembre 2014 - 12 febbraio 2015
| 1ª           | giornata            | 16ª          |
| 23 dic. 2014 |                     | 12 feb. 2015 |
| 0-4          | Gardena-Asiago      | 0-7          |
| 1-2 dr       | Renon-Valpellice    | 1-0          |
| 9-3          | Val Pusteria-Milano | 3-2 dts      |

| 4ª           | giornata            | 13ª          |
| 30 dic. 2014 |                     | 29 gen. 2015 |
| 7-1          | Renon-Gardena       | 2-3 dts      |
| 5-3          | Valpellice-Milano   | 0-5          |
| 3-4          | Val Pusteria-Asiago | 2-3          |

| 2ª           | giornata           | 15ª          |
| 26 dic. 2014 |                    | 10 feb. 2015 |
| 3-2          | Asiago-Milano      | 1-2          |
| 2-1          | Renon-Val Pusteria | 5-1          |
| 7-3          | Valpellice-Gardena | 7-5          |

| 5ª          | giornata             | 12ª          |
| 1 gen. 2015 |                      | 22 gen. 2015 |
| 5-1         | Asiago-Valpellice    | 6-4          |
| 0-4         | Gardena-Val Pusteria | 2-6          |
| 4-0         | Milano-Renon         | 1-2 dr       |

| 3ª           | giornata                | 14ª          |
| 28 dic. 2014 |                         | 31 gen. 2015 |
| 3-1          | Asiago-Renon            | 1-5          |
| 2-0          | Milano-Gardena          | 2-4          |
| 7-2          | Val Pusteria-Valpellice | 6-2          |

| 6ª                   | giornata |
| 3 gen.               | 2015     |
| Asiago-Fassa         | 4-3 dts  |
| Gardena-Vipiteno     | 1-5      |
| Milano-Appiano       | 1-2 dr   |
| Renon-Egna           | 2-1      |
| Valpellice-Cortina   | 3-5      |
| Val Pusteria-Caldaro | 7-1      |

| 7ª                   | giornata |
| 5 gen.               | 2015     |
| Appiano-Gardena      | 5-3      |
| Caldaro-Renon        | 3-6      |
| Cortina-Val Pusteria | 1-2      |
| Egna-Valpellice      | 3-4 dr   |
| Fassa-Milano         | 1-3      |
| Vipiteno-Asiago      | 3-1      |

| 8ª                  | giornata |
| 8 gen.              | 2015     |
| Asiago-Appiano      | 5-3      |
| Gardena-Egna        | 3-7      |
| Milano-Caldaro      | 9-1      |
| Renon-Cortina       | 3-0      |
| Valpellice-Vipiteno | 2-1      |
| Val Pusteria-Fassa  | 6-0      |

| 9ª                   | giornata |
| 10 gen.              | 2015     |
| Appiano-Val Pusteria | 3-6      |
| Caldaro-Valpellice   | 6-2      |
| Cortina-Milano       | 3-2 dts  |
| Egna-Asiago          | 1-6      |
| Fassa-Gardena        | 3-1      |
| Vipiteno-Renon       | 2-1 dts  |

| 10ª                   | giornata |
| 15 gen.               | 2015     |
| Asiago-Cortina        | 3-2      |
| Gardena-Caldaro       | 2-3      |
| Milano-Egna           | 7-4      |
| Renon-Appiano         | 7-0      |
| Valpellice-Fassa      | 4-1      |
| Val Pusteria-Vipiteno | 2-1 dr   |

| 11ª                | giornata |
| 17 gen.            | 2015     |
| Appiano-Valpellice | 7-3      |
| Caldaro-Asiago     | 0-6      |
| Cortina-Gardena    | 6-4      |
| Egna-Val Pusteria  | 1-3      |
| Fassa-Renon        | 2-5      |
| Vipiteno-Milano    | 4-2      |

Legenda: dts = dopo i tempi supplementari; dr = dopo i tiri di rigore

#### Classifica
| Pos. | Squadra         | Pt | G  | V  | VOT | POT | P  | GF  | GS  | DR  |
| ---- | --------------- | -- | -- | -- | --- | --- | -- | --- | --- | --- |
| 1.   | Asiago          | 86 | 38 | 25 | 5   | 1   | 7  | 159 | 84  | +75 |
| 2.   | Val Pusteria    | 82 | 38 | 24 | 4   | 2   | 8  | 150 | 74  | +76 |
| 3.   | Ritten-Renon    | 81 | 38 | 23 | 2   | 8   | 5  | 132 | 82  | +50 |
| 4.   | Milano Rossoblu | 69 | 38 | 18 | 4   | 7   | 9  | 135 | 109 | +26 |
| 5.   | Valpellice      | 62 | 38 | 18 | 4   | 0   | 16 | 137 | 121 | +16 |
| 6.   | Gherdëina       | 41 | 38 | 10 | 4   | 3   | 21 | 99  | 134 | -35 |

Legenda:

      Ammesse ai Play Off
      Ammessa agli spareggi
Note:

Tre punti a vittoria, due punti a vittoria dopo overtime o rigori, un punto a sconfitta dopo overtime o rigori, zero a sconfitta.

### Playoff Round
23 dicembre 2014 - 12 febbraio 2015
| 1ª           | giornata        | 16ª          |
| 23 dic. 2014 |                 | 12 feb. 2015 |
| 5-2          | Appiano-Fassa   | 3-2          |
| 5-0          | Cortina-Caldaro | 1-2          |
| 3-2 dts      | Vipiteno-Egna   | 0-4          |

| 4ª           | giornata         | 13ª          |
| 30 dic. 2014 |                  | 29 gen. 2015 |
| 4-6          | Appiano-Caldaro  | 4-1          |
| 2-1 dr       | Fassa-Egna       | 2-4          |
| 3-2          | Vipiteno-Cortina | 3-6          |

| 2ª           | giornata         | 15ª          |
| 26 dic. 2014 |                  | 10 feb. 2015 |
| 8-5          | Appiano-Vipiteno | 2-4          |
| 3-1          | Egna-Cortina     | 2-1          |
| 5-4          | Fassa-Caldaro    | 5-3          |

| 5ª          | giornata         | 12ª          |
| 1 gen. 2015 |                  | 22 gen. 2015 |
| 2-6         | Caldaro-Vipiteno | 2-1 dts      |
| 2-3         | Cortina-Fassa    | 0-4          |
| 3-4 dts     | Egna-Appiano     | 2-7          |

| 3ª           | giornata        | 14ª          |
| 28 dic. 2014 |                 | 31 gen. 2015 |
| 0-1          | Caldaro-Egna    | 1-8          |
| 5-4 dr       | Cortina-Appiano | 7-2          |
| 4-1          | Vipiteno-Fassa  | 3-0          |

| 6ª                   | giornata |
| 3 gen.               | 2015     |
| Asiago-Fassa         | 4-3 dts  |
| Gardena-Vipiteno     | 1-5      |
| Milano-Appiano       | 1-2 dr   |
| Renon-Egna           | 2-1      |
| Valpellice-Cortina   | 3-5      |
| Val Pusteria-Caldaro | 7-1      |

| 7ª                   | giornata |
| 5 gen.               | 2015     |
| Appiano-Gardena      | 5-3      |
| Caldaro-Renon        | 3-6      |
| Cortina-Val Pusteria | 1-2      |
| Egna-Valpellice      | 3-4 dr   |
| Fassa-Milano         | 1-3      |
| Vipiteno-Asiago      | 3-1      |

| 8ª                  | giornata |
| 8 gen.              | 2015     |
| Asiago-Appiano      | 5-3      |
| Gardena-Egna        | 3-7      |
| Milano-Caldaro      | 9-1      |
| Renon-Cortina       | 3-0      |
| Valpellice-Vipiteno | 2-1      |
| Val Pusteria-Fassa  | 6-0      |

| 9ª                   | giornata |
| 10 gen.              | 2015     |
| Appiano-Val Pusteria | 3-6      |
| Caldaro-Valpellice   | 6-2      |
| Cortina-Milano       | 3-2 dts  |
| Egna-Asiago          | 1-6      |
| Fassa-Gardena        | 3-1      |
| Vipiteno-Renon       | 2-1 dts  |

| 10ª                   | giornata |
| 15 gen.               | 2015     |
| Asiago-Cortina        | 3-2      |
| Gardena-Caldaro       | 2-3      |
| Milano-Egna           | 7-4      |
| Renon-Appiano         | 7-0      |
| Valpellice-Fassa      | 4-1      |
| Val Pusteria-Vipiteno | 2-1 dr   |

| 11ª                | giornata |
| 17 gen.            | 2015     |
| Appiano-Valpellice | 7-3      |
| Caldaro-Asiago     | 0-6      |
| Cortina-Gardena    | 6-4      |
| Egna-Val Pusteria  | 1-3      |
| Fassa-Renon        | 2-5      |
| Vipiteno-Milano    | 4-2      |

Legenda: dts = dopo i tempi supplementari; dr = dopo i tiri di rigore

#### Classifica
| Pos. | Squadra          | Pt | G  | V  | VOT | POT | P  | GF  | GS  | DR  |
| ---- | ---------------- | -- | -- | -- | --- | --- | -- | --- | --- | --- |
| 7.   | Vipiteno Broncos | 60 | 38 | 15 | 6   | 3   | 14 | 106 | 103 | +3  |
| 8.   | Eppan-Appiano    | 49 | 38 | 13 | 4   | 2   | 19 | 131 | 157 | -26 |
| 9.   | Cortina          | 48 | 38 | 12 | 4   | 4   | 18 | 109 | 110 | -1  |
| 10.  | Neumarkt-Egna    | 47 | 38 | 13 | 1   | 6   | 18 | 102 | 134 | -32 |
| 11.  | Fassa Falcons    | 35 | 38 | 9  | 2   | 4   | 23 | 83  | 148 | -65 |
| 12.  | Kaltern-Caldaro  | 24 | 38 | 7  | 1   | 1   | 29 | 81  | 168 | -87 |

Legenda:

      Ammesse agli spareggi
Note:

Tre punti a vittoria, due punti a vittoria dopo overtime o rigori, un punto a sconfitta dopo overtime o rigori, zero a sconfitta.

## Spareggi playoff
- Date: 14 febbraio, 17 febbraio 2015

| Squadra 1        | Totale | Squadra 2     | Gara 1    | Gara 2 | Gara 3 |
| ---------------- | ------ | ------------- | --------- | ------ | ------ |
| Gherdëina        | 2 - 0  | Fassa Falcons | 4 - 1     | 5 - 2  | -      |
| Vipiteno Broncos | 2 - 0  | Neumarkt-Egna | 2 - 1 dtr | 5 - 2  | -      |
| Eppan-Appiano    | 2 - 0  | Cortina       | 4 - 3     | 4 - 2  | -      |

L'Egna presenta ricorso chiedendo la ripetizione di gara-1 (terminata ai tiri di rigore) in quanto gli arbitri fanno disputare un overtime di soli 5 minuti anziché i canonici 20' dei playoff, il ricorso non verrà però accettato in quanto la Federazione spiegherà che tali partite non facevano parte dei playoff scudetto ma erano gare di pre-playoff.

## Playoff
|  | Quarti di finale | Quarti di finale | Quarti di finale | Quarti di finale | Quarti di finale | Quarti di finale | Quarti di finale | Quarti di finale | Quarti di finale |              |   | Semifinali | Semifinali | Semifinali | Semifinali | Semifinali | Semifinali | Semifinali | Semifinali | Semifinali |  |   | Finali | Finali | Finali | Finali | Finali | Finali | Finali | Finali | Finali |  |  |
|  |                  |                  |                  |                  |                  |                  |                  |                  |                  |              |   |            |            |            |            |            |            |            |            |            |  |   |        |        |        |        |        |        |        |        |        |  |  |
|  | 1                | Asiago           | 3                | 3†               | 5                | 1                | 6                | 4                | 4                |              |   |            |            |            |            |            |            |            |            |            |  |   |        |        |        |        |        |        |        |        |        |  |  |
|  | 8                | Eppan-Appiano    | 4                | 2                | 2                | 5                | 2                | 5                | 2                |              |   |            |            |            |            |            |            |            |            |            |  |   |        |        |        |        |        |        |        |        |        |  |  |
|  | 8                | Eppan-Appiano    | 4                | 2                | 2                | 5                | 2                | 5                | 2                |              | 1 | Asiago     | 5          | 4          | 3          | 5          |            |            |            |            |  |   |        |        |        |        |        |        |        |        |        |  |  |
|  |                  |                  |                  |                  |                  |                  |                  |                  |                  |              | 1 | Asiago     | 5          | 4          | 3          | 5          |            |            |            |            |  |   |        |        |        |        |        |        |        |        |        |  |  |
|  |                  | 4                | Milano Rossoblu  | 2                | 1                | 2                | 2                |                  |                  |              |   |            |            |            |            |            |            |            |            |            |  |   |        |        |        |        |        |        |        |        |        |  |  |
|  | 4                | 4                | Milano Rossoblu  | 2                | 1                | 2                | 2                | Milano Rossoblu  | 2†               | 3            | 5 | 3          | 3†         |            |            |            |            |            |            |            |  |   |        |        |        |        |        |        |        |        |        |  |  |
|  | 4                |                  |                  |                  |                  |                  |                  | Milano Rossoblu  | 2†               | 3            | 5 | 3          | 3†         |            |            |            |            |            |            |            |  |   |        |        |        |        |        |        |        |        |        |  |  |
|  | 5                | Valpellice       | 1                | 0                | 2                | 5                | 2                |                  |                  |              |   |            |            |            |            |            |            |            |            |            |  |   |        |        |        |        |        |        |        |        |        |  |  |
|  |                  |                  |                  |                  |                  |                  |                  |                  |                  |              |   |            |            |            |            |            |            |            |            |            |  | 1 | Asiago | 2      | 4      | 5      | 2      | 5      | 1      | 4      |        |  |  |
|  |                  |                  | 3                | Ritten-Renon     | 3†               | 3                | 4                | 3‡               | 1                | 2            | 2 |            |            |            |            |            |            |            |            |            |  |   |        |        |        |        |        |        |        |        |        |  |  |
|  | 3                | Ritten-Renon     | 5                | 2                | 3                | 6                |                  |                  |                  |              |   |            |            |            |            |            |            |            |            |            |  |   |        |        |        |        |        |        |        |        |        |  |  |
|  | 6                | Gherdëina        | 3                | 1                | 0                | 3                |                  |                  |                  |              |   |            |            |            |            |            |            |            |            |            |  |   |        |        |        |        |        |        |        |        |        |  |  |
|  | 6                | Gherdëina        | 3                | 1                | 0                | 3                |                  | 3                | Ritten-Renon     | 3‡           | 3 | 1          | 3†         | 3          | 2          |            |            |            |            |            |  |   |        |        |        |        |        |        |        |        |        |  |  |
|  |                  |                  |                  |                  |                  |                  |                  |                  |                  | 3‡           | 3 | 1          | 3†         | 3          | 2          |            |            |            |            |            |  |   |        |        |        |        |        |        |        |        |        |  |  |
|  |                  | 2                | Val Pusteria     | 2                | 4                | 4                | 2                | 2                | 1                |              |   |            |            |            |            |            |            |            |            |            |  |   |        |        |        |        |        |        |        |        |        |  |  |
|  | 2                | 2                | Val Pusteria     | 2                | 4                | 4                | 2                | 2                | 1                | Val Pusteria | 7 | 1          | 1          | 1†         | 4          |            |            |            |            |            |  |   |        |        |        |        |        |        |        |        |        |  |  |
|  | 2                |                  |                  |                  |                  |                  |                  |                  |                  | Val Pusteria | 7 | 1          | 1          | 1†         | 4          |            |            |            |            |            |  |   |        |        |        |        |        |        |        |        |        |  |  |
|  | 7                | Vipiteno Broncos | 3                | 3                | 0                | 0                | 1                |                  |                  |              |   |            |            |            |            |            |            |            |            |            |  |   |        |        |        |        |        |        |        |        |        |  |  |

†: partita terminata ai tempi supplementari; ‡: partita terminata ai tiri di rigore

### Quarti di finale

#### Asiago - Appiano
| Arbitri: | Andrea Benvegnù Michele Gastaldelli |

| |           | |
| M. Tessari (M. Strazzabosco, D. Sullivan) 03:55 E. Miglioranzi (S. Bentivoglio, L. Ulmer) 30:00 K. DeVergilio (S. Marchetti) 39:30 | Marcatori | 13:15 R. Raffeiner (F. Ebner) 27:14 F. Ebner (J. Hazen) 31:29 S. Unterkofler (D. Ceresa, R. Raffeiner) 36:22 J. Waldner (P. Jaitner) |

| Arbitri: | Thomas Gasser Karl Pichler |

|                                                                                     |           | |
| M. Eisenstecken (D. Ceresa, D. Peruzzo) 14:09 J. Waldner (J. Hazen, T. Ebner) 40:23 | Marcatori | 58:31 A. Nigro (L. Ulmer, D. Sullivan) 59:14 D. Iori (D. Sullivan, L. Ulmer) 62:52 S. Hotham (A. Nigro, E. Miglioranzi) |

| Arbitri: | Luca Cassol Claudio Pianezze |

| |           |                                                                    |
| S. Bentivoglio (M. Magnabosco, E. Miglioranzi) 24:24 E. Miglioranzi (S. Bentivoglio, L. Ulmer) 27:57 A. Nigro (S. Marchetti, D. Sullivan) 28:12 S. Bentivoglio (A. Nigro, D. Iori) 32:19 D. Iori (S. Hotham, A. Nigro) 57:46 | Marcatori | 16:10 D. Peruzzo (A. De Hart, D. Ceresa) 50:17 T. Ebner (F. Ebner) |

| Arbitri: | Karl Pichler Thomas Gasser |

| |           |                                       |
| R. Raffeiner (M. Eisenstecken, S. Unterkofler) 06:04 F. Ebner (J. Hazen, D. Ceresa) 07:21 P. Jaitner (M. Eisensteckeni, D. Peruzzo) 31:36 T. Ebner (J. Hazen, D. Ceresa) 31:52 A. De Hart (J. Hazen, S. Unterkofler) 51:41 | Marcatori | 27:55 S. Bentivoglio (E. Miglioranzi) |

| Arbitri: | Luca Cassol Claudio Pianezze |

| |           |                                                                                      |
| M. Magnabosco (L. Ulmer, L. Cassetti) 02:54 S. Bentivoglio (L. Ulmer, S. Hotham) 47:59 S. Bentivoglio (M. Presti) 49:09 S. Bentivoglio 49:36 D. Borrelli (M. Strazzabosco, V. Marozzi) 53:58 M. Presti (D. Iori, F. Pace) 59:28 | Marcatori | 12:05 A. De Hart (P. Jaitner, A. Jaitner) 33:10 J. Hazen (T. Ebner, M. Eisenstecken) |

| Arbitri: | Andrea Benvegnù Michele Gastaldelli |

| |           | |
| J. Waldner (M.-O. Vallerand, T. Ebner) 03:33 M.-O. Vallerand (D. Ceresa, J. Hazen) 09:16 S. Lacroix (J. Hazen, M.-O. Vallerand) 18:18 T. Ebner (A. De Hart, J. Hazen) 42:05 J. Hazen 45:32 | Marcatori | 33:30 A. Nigro 46:28 E. Miglioranzi (S. Bentivoglio, D. Sullivan) 52:55 S. Bentivoglio (A. Nigro, L. Ulmer) 59:43 L. Ulmer (E. Miglioranzi, D. Borrelli) |

| Arbitri: | Daniel Gamper Claudio Ferrini |

| |           |                                                                            |
| D. Iori (D. Borrelli, D. Sullivan) 01:15 S. Bentivoglio (A. Nigro, S. Hotham) 16:48 A. Nigro (S. Hotham, E. Miglioranzi) 54:39 S. Bentivoglio (A. Nigro, E. Miglioranzi) 59:29 | Marcatori | 19:58 D. Ceresa (J. Waldner) 25:22 J. Waldner (M.-O. Vallerand, D. Ceresa) |

#### Val Pusteria - Vipiteno
| Arbitri: | Gregory Loreggia Leandro Soraperra |

| |           | |
| M. Oberrauch (G. Scandella, A. Helfer) 06:15 M. Oberrauch (G. Scandella, P. Devos) 10:52 R. Andergassen (P. Rizzo, L. Tauber) 12:19 P. Bona (T. Pichler, D. Glira) 13:39 M. Oberrauch (P. Devos, D. Glira) 15:19 R. Andergassen (D. Glira, P. Rizzo) 26:48 A. Hofer (G. Scandella, P. Devos) 39:30 | Marcatori | 19:30 J. Walters (P. Mair, M. Näätänen) 31:31 J. Owens (P. Mair, J. Walters) 59:32 I. Deluca (M. Mantinger, C. Sottsas) |

| Arbitri: | Nadir Ceschini Glauco Colcuc |

| |           |                                          |
| M. Näätänen (J. Walters, F. Hackhofer) 16:09 C. Sottsas 30:37 J. Owens (M. Näätänen, J. Walters) 37:22 | Marcatori | 40:45 M. Oberrauch (P. Devos, A. Helfer) |

| Arbitri: | Marco Bagozza Daniel Gamper |

|                                              |           |  |
| M. Oberrauch (G. Scandella, A. Helfer) 53:56 | Marcatori |  |

| Arbitri: | Fabio Lottaroli Leandro Soraperra |

|  |           |                                         |
|  | Marcatori | 67:09 M. Oberrauch (P. Devos, A. Hofer) |

| Arbitri: | Claudio Ferrini Luca Marri |

| |           |                                      |
| A. Hofer (P. Devos, M. Oberrauch) 07:18 A. Helfer (G. Scandella, M. Oberrauch) 25:24 T. Mäkelä (G. Scandella, P. Devos) 30:41 P. Rizzo (R. Andergassen, P. Bona) 49:37 | Marcatori | 06:46 J. Owens (P. Mair, J. Walters) |

#### Renon - Gardena
| Arbitri: | Alex Lazzeri Davide Deidda |

| |           | |
| E. Johansson (L. Daccordo, L. Ansoldi) 06:46 L. Daccordo (E. Johansson, L. Ansoldi) 30:39 D. Tudin (S. Kostner, P. Rissmiller) 41:43 P. Rissmiller (D. Tudin, L. Felicetti) 49:41 P. Rissmiller (L. Felicetti) 59:12 | Marcatori | 23:25 R. Stampfer (J. Maylan, D. Veggiato) 28:45 F. Kostner (J. Maylan, T. Goi) 54:03 R. Stampfer (I. Demetz, D. Eastman) |

| Arbitri: | Luca Marri Claudio Ferrini |

|                                          |           |                                                                          |
| M. Luomala (J. Maylan, D. Eastman) 59:17 | Marcatori | 14:18 P. Rissmiller (L. Felicetti, D. Tudin) 43:22 S. Kostner (D. Tudin) |

| Arbitri: | Fabio Lottaroli Andrea Moschen |

| |           |  |
| L. Ansoldi (C. Borgatello, J. DiBenedetto) 05:51 D. Tudin (L. Felicetti, P. Rissmiller) 23:48 J. DiBenedetto (C. Borgatello, T. Ramsey) 28:28 | Marcatori |  |

| Arbitri: | Michele Gastaldelli Andrea Benvegnù |

| |           | |
| F. Senoner (D. Eastman, T. Goi) 20:40 D. Veggiato (J. Maylan, D. Eastman) 29:17 F. Senoner (D. Veggiato) 53:13 | Marcatori | 11:25 J. DiBenedetto (L. Ansoldi, C. Borgatello) 18:42 J. DiBenedetto 37:18 S. Kostner (R. Rampazzo) 44:39 L. Ansoldi (C. Borgatello) 55:06 J. Kostner (J. DiBenedetto, L. Ansoldi) 55:21 P. Rissmiller (L. Felicetti) |

#### Milano - Valpellice
| Arbitri: | Luca Cassol Claudio Pianezze |

|                                                                                    |           |                                       |
| N. Fontanive (A. Lutz, D. Vallorani) 39:54 M. Campanale (A. Frei, C. Murray) 61:50 | Marcatori | 23:57 M. Pope (S. Campbell, M. Pozzi) |

| Arbitri: | Fabio Lottaroli Andrea Moschen |

|  |           | |
|  | Marcatori | 11:47 A. Frei (M. Campanale, A. Lutz) 15:35 D. Vallorani (A. Lutz, E. Caletti) 46:01 D. Vallorani (A. Lutz, E. Caletti) |

| Arbitri: | Andrea Benvegnù Thomas Gasser |

| |           |                                                                  |
| T. Migliore (A. Lutz, N. Fontanive) 15:35 M. Borghi (A. Frei, T. Terzago) 22:51 F. Colombo (N. Fontanive, M. Campanale) 50:14 C. Murray (M. Campanale, N. Fontanive) 51:08 T. Migliore (D. Vallorani, M. Waddell) 58:45 | Marcatori | 08:51 S. Campbell (A. Signoretti) 25:06 L. Frigo (N. DiCasmirro) |

| Arbitri: | Nadir Ceschini Glauco Colcuc |

| |           | |
| S. Campbell (T. Johnson, M. Pope) 01:29 D. Brine (L. Frigo, F. De Biasio) 23:58 M. Pope (S. Campbell, F. De Biasio) 25:48 A. Silva (T. Johnson, F. De Biasio) 27:47 D. Brine (T. Johnson, K. Montgomery) 59:48 | Marcatori | 22:58 E. Caletti (C. Murray, T. Terzago) 50:25 T. Migliore (C. Murray, T. Terzago) 58:47 A. Lutz (N. Fontanive, D. Vallorani) |

| Arbitri: | Alex Lazzeri Leandro Soraperra |

| |           |                                                                                           |
| D. Vallorani (N. Fontanive, M. Waddell) 04:00 A. Lutz (N. Fontanive, D. Vallorani) 35:31 C. Murray (T. Migliore, M. Campanale) 66:20 | Marcatori | 45:38 S. Campbell (A. Signoretti, T. Johnson) 54:12 A. Signoretti (D. Brine, S. Campbell) |

### Semifinali

#### Asiago - Milano
| Arbitri: | Alex Lazzeri Andrea Moschen |

| |           |                                                                        |
| A. Nigro (D. Sullivan, D. Borrelli) 34:19 S. Bentivoglio (L. Ulmer, S. Marchetti) 37:41 S. Bentivoglio (L. Ulmer, D. Borrelli) 41:20 D. Borrelli (L. Ulmer, S. Bentivoglio) 49:50 D. Borrelli (L. Ulmer, E. Miglioranzi) 52:55 | Marcatori | 01:51 T. Terzago (M. Campanale, A. Re) 24:58 E. Caletti (N. Fontanive) |

| Arbitri: | Andrea Benvegnù Michele Gastaldelli |

|                                          |           | |
| A. Lutz (E. Caletti, D. Vallorani) 08:07 | Marcatori | 32:20 A. Nigro (D. Borrelli, D. Iori) 40:49 A. Nigro (D. Iori, D. Borrelli) 44:42 M. Presti (F. Benetti, D. Sullivan) 46:12 S. Hotham (L. Ulmer) |

| Arbitri: | Glauco Colcuc Leandro Soraperra |

| |           |                                                                                  |
| L. Ulmer (M. Tessari, S. Hotham) 21:51 D. Borrelli (L. Ulmer, S. Bentivoglio) 39:36 E. Miglioranzi (L. Ulmer, A. Nigro) 45:15 | Marcatori | 07:20 N. Fontanive (E. Caletti, A. Lutz) 20:57 N. Fontanive (A. Lutz, C. Murray) |

| Arbitri: | Luca Cassol Fabio Lottaroli |

|                                                                            |           | |
| A. Lutz (D. Vallorani, N. Fontanive) 23:39 D. Vallorani (E. Caletti) 31:37 | Marcatori | 15:19 S. Marchetti (D. Iori, L. Ulmer) 21:14 D. Sullivan (D. Iori, D. Borrelli) 21:36 A. Nigro (D. Iori, D. Borrelli) 28:23 E. Miglioranzi (K. DeVergilio, L. Ulmer) 49:04 S. Marchetti (A. Nigro, D. Borrelli) |

#### Val Pusteria - Renon
| Arbitri: | Daniel Gamper Gregory Loreggia |

|                                                                                      |                |                                                                            |
| P. Bona (D. Glira, R. Andergassen) 03:47 G. Scandella (P. Devos, M. Oberrauch) 18:02 | Marcatori      | 13:18 L. Ansoldi (E. Johansson, T. Ramsey) 55:02 E. Johansson (L. Ansoldi) |
|                                                                                      | Shootout 0 – 1 | E. Johansson                                                               |

| Arbitri: | Luca Cassol Claudio Pianezze |

| |           | |
| I. Gruber (A. Alber, E. Johansson) 38:22 S. Kostner (R. Rampazzo, E. Johansson) 51:57 L. Ansoldi (E. Johansson, S. Kostner) 53:57 | Marcatori | 06:57 A. Bērziņš (L. Tauber, A. Hofer) 11:59 R. Andergassen (P. Rizzo, J. Kuhn) 24:04 P. Rizzo (P. Bona, R. Andergassen) 38:13 P. Rizzo (R. Andergassen, A. Helfer) |

| Arbitri: | Claudio Ferrini Luca Marri |

| |           |                                                  |
| A. Hofer (G. Scandella, P. Devos) 20:46 A. Bērziņš (A. Helfer, A. Hofer) 41:28 P. Devos (M. Oberrauch, G. Scandella) 58:57 G. Scandella (P. Devos, T. Mäkelä) 59:16 | Marcatori | 48:33 C. Borgatello (J. DiBenedetto, L. Ansoldi) |

| Arbitri: | Andrea Moschen Claudio Pianezze |

| |           |                                                                          |
| E. Johansson (L. Ansoldi, T. Ramsey) 46:57 D. Tudin (C. Borgatello, F. Weinhandl) 56:38 E. Johansson (R. Rampazzo, L. Ansoldi) 66:24 | Marcatori | 36:12 M. Oberrauch (P. Devos, A. Hofer) 52:28 A. Helfer (R. Andergassen) |

| Arbitri: | Luca Cassol Claudio Pianezze |

|                                                                                      |           | |
| A. Helfer (P. Devos, M. Oberrauch) 29:02 M. Oberrauch (A. Hofer, G. Scandella) 57:59 | Marcatori | 16:06 D. Tudin (I. Tauferer, L. Felicetti) 42:44 S. Kostner (L. Ansoldi, E. Johansson) 48:43 S. Kostner (E. Johansson) |

| Arbitri: | Luca Cassol Daniel Gamper |

|                                                                 |           |                                            |
| P. Rissmiller (L. Ansoldi, E. Johansson) 07:55 L. Ansoldi 09:50 | Marcatori | 59:38 G. Scandella (T. Mäkelä, A. Bērziņš) |

### Finale

#### Asiago - Renon
| Arbitri: | Glauco Colcuc Claudio Pianezze |

|                                                                                    |           | |
| DeVergilio (L. Ulmer, S. Bentivoglio) 08:50 L. Ulmer (A. Nigro, D. Borrelli) 33:32 | Marcatori | 19:06 I. Gruber (R. Rampazzo, L. Felicetti) 30:43 E. Johansson (L. Ansoldi, I. Gruber) 79:52 E. Johansson (I. Gruber) |

| Arbitri: | Claudio Pianezze Alex Lazzeri |

| |           | |
| S. Kostner (T. Ramsey, L. Felicetti) 07:09 E. Scelfo (R. Rampazzo) 14:40 P. Rissmiller (T. Spinell, C. Borgatello) 45:54 | Marcatori | 06:00 S. Bentivoglio (K. DeVergilio) 16:05 L. Ulmer (S. Bentivoglio, E. Miglioranzi) 17:22 A. Nigro (D. Borrelli, D. Sullivan) 49:43 L. Ulmer (S. Hotham, K. DeVergilio) |

| Arbitri: | Claudio Ferrini Daniel Gamper |

| |           | |
| S. Bentivoglio (E. Miglioranzi, K. DeVergilio) 11:00 D. Iori (S. Hotham, D. Sullivan) 31:08 L. Ulmer (S. Bentivoglio, S. Marchetti) 39:01 S. Bentivoglio (L. Ulmer, K. DeVergilio) 44:34 D. Iori (D. Borrelli, S. Marchetti) 47:41 | Marcatori | 06:33 E. Johansson (S. Kostner, L. Ansoldi) 21:11 T. Ramsey (P. Rissmiller, D. Tudin) 40:19 J. DiBenedetto (P. Rissmiller, C. Borgatello) 55:18 L. Daccordo (L. Felicetti, I. Gruber) |

| Arbitri: | Luca Cassol Fabio Lottaroli |

|                                                     |                |                                                          |
| J. Kostner (P. Rissmiller) 11:50 E. Johansson 53:13 | Marcatori      | 27:23 D. Iori (S. Marchetti, D. Sullivan) 45:49 L. Ulmer |
| P. Rissmiller                                       | Shootout 1 – 0 |                                                          |

| Arbitri: | Daniel Gamper Alex Lazzeri |

| |           |                                                |
| D. Borrelli (A. Nigro, D. Sullivan) 01:09 L. Ulmer (S. Bentivoglio, E. Miglioranzi) 15:55 F. Benetti (M. Presti, M. Tessari) 22:12 K. DeVergilio 22:44 L. Ulmer (S. Hotham) 59:35 | Marcatori | 21:20 L. Felicetti (L. Ansoldi, C. Borgatello) |

| Arbitri: | Luca Cassol Claudio Pianezze |

|                                                                                          |           |                                           |
| P. Rissmiller (D. Tudin, E. Scelfo) 27:05 C. Borgatello (E. Johansson, L. Ansoldi) 52:03 | Marcatori | 36:23 D. Borrelli (S. Hotham, M. Tessari) |

| Arbitri: | Daniel Gamper Claudio Pianezze |

| |           |                                                                                        |
| S. Marchetti (K. DeVergilio, S. Bentivoglio) 04:14 K. DeVergilio (S. Hotham, L. Casetti) 12:47 D. Borrelli (D. Iori, S. Hotham) 48:24 K. DeVergilio (S. Bentivoglio, L. Ulmer) 58:53 | Marcatori | 16:34 I. Gruber (P. Rissmiller, L. Ansoldi) 17:07 E. Johansson (I. Gruber, L. Ansoldi) |

## Statistiche

### Stagione regolare

#### Classifica marcatori
Aggiornata al 17 febbraio 2015.
| Giocatore              | Squadra          | PG | Gol | Assist | Punti |
| ---------------------- | ---------------- | -- | --- | ------ | ----- |
| Philip-Michaël Devos   | Val Pusteria     | 38 | 30  | 60     | 90    |
| David Vallorani        | Milano Rossoblu  | 34 | 31  | 34     | 65    |
| Scott Campbell         | Valpellice       | 37 | 26  | 37     | 63    |
| Matt Pope              | Valpellice       | 37 | 23  | 40     | 63    |
| Giulio Scandella       | Val Pusteria     | 30 | 22  | 40     | 62    |
| Jordan Owens           | Vipiteno Broncos | 40 | 28  | 32     | 60    |
| Marc-Olivier Vallerand | Eppan-Appiano    | 34 | 32  | 25     | 57    |
| Jonathan Hazen         | Eppan-Appiano    | 37 | 25  | 32     | 57    |
| Sean Bentivoglio       | Asiago           | 37 | 16  | 40     | 56    |
| Kevin DeVergilio       | Asiago           | 35 | 25  | 28     | 53    |
| Nicola Fontanive       | Milano Rossoblu  | 30 | 19  | 34     | 53    |
| Jake Newton            | Gherdëina        | 39 | 24  | 28     | 52    |
| Justin Maylan          | Gherdëina        | 33 | 14  | 37     | 51    |
| Layne Ulmer            | Asiago           | 36 | 20  | 28     | 48    |
| Max Oberrauch          | Val Pusteria     | 32 | 22  | 25     | 47    |
|                        |                  |    |     |        |       |

#### Classifica portieri
Aggiornata al 17 febbraio 2015.
| Giocatore            | Squadra          | PG | MGS  | Sv%  |
| -------------------- | ---------------- | -- | ---- | ---- |
| Fabian Weinhandl     | Ritten-Renon     | 10 | 1.16 | 95.3 |
| Chris Holt           | Ritten-Renon     | 11 | 1.72 | 94.1 |
| Jerry Kuhn           | Val Pusteria     | 35 | 1.91 | 93.5 |
| Vincenzo Marozzi     | Asiago           | 33 | 2.12 | 93.1 |
| Joni Puurula         | Vipiteno Broncos | 39 | 2.36 | 91.9 |
| Roland Fink          | Ritten-Renon     | 11 | 2.55 | 88.8 |
| Alex Caffi           | Milano Rossoblu  | 37 | 2.70 | 93.0 |
| Martino Valle Da Rin | Cortina          | 15 | 2.82 | 92.1 |
| Anthony Borelli      | Cortina          | 27 | 2.84 | 91.3 |
| Thomas Tragust       | Neumarkt-Egna    | 32 | 2.93 | 90.5 |
|                      |                  |    |      |      |

### Playoff

#### Classifica marcatori
Aggiornata al 9 aprile 2015.
| Giocatore          | Squadra      | PG | Gol | Assist | Punti |
| ------------------ | ------------ | -- | --- | ------ | ----- |
| Layne Ulmer        | Asiago       | 18 | 9   | 19     | 28    |
| Sean Bentivoglio   | Asiago       | 17 | 14  | 11     | 25    |
| Luca Ansoldi       | Ritten-Renon | 16 | 6   | 16     | 22    |
| Anthony Nigro      | Asiago       | 18 | 9   | 10     | 19    |
| Eric Johansson     | Ritten-Renon | 15 | 9   | 10     | 19    |
| Dave Borrelli      | Asiago       | 16 | 7   | 12     | 19    |
| Enrico Miglioranzi | Asiago       | 17 | 5   | 10     | 15    |
| Patrick Rissmiller | Ritten-Renon | 16 | 8   | 6      | 14    |
| Diego Iori         | Asiago       | 18 | 6   | 8      | 14    |
| Max Oberrauch      | Val Pusteria | 11 | 8   | 5      | 13    |
|                    |              |    |     |        |       |

#### Classifica portieri
Aggiornata al 9 aprile 2015.
| Giocatore        | Squadra          | PG | MGS  | Sv%  |
| ---------------- | ---------------- | -- | ---- | ---- |
| Jerry Kuhn       | Val Pusteria     | 11 | 1.73 | 94.2 |
| Fabian Weinhandl | Ritten-Renon     | 16 | 2.12 | 92.0 |
| Vincenzo Marozzi | Asiago           | 18 | 2.46 | 92.6 |
| Joni Puurula     | Vipiteno Broncos | 5  | 2.74 | 92.0 |
| Dušan Sidor      | Valpellice       | 5  | 2.92 | 92.1 |
|                  |                  |    |      |      |

## Classifica finale
| Pos. | Squadra          |
| ---- | ---------------- |
| 1    | Asiago           |
| 2    | Ritten-Renon     |
| 3    | Val Pusteria     |
| 4    | Milano Bears RB  |
| 5    | Valpellice       |
| 6    | Gherdëina        |
| 7    | Vipiteno Broncos |
| 8    | Eppan-Appiano    |
| 9    | Cortina          |
| 10   | Neumarkt-Egna    |
| 11   | Fassa Falcons    |
| 12   | Kaltern-Caldaro  |

## Verdetti
- Campione d'Italia:  Asiago Hockey 1935 (5º titolo)

| Campioni d'Italia 2014-2015 Asiago Hockey | Portieri: Vincenzo Marozzi, Davide Mantovani, Alessandro Tura Difensori: Daniel Sullivan, Luca Mattivi, Andrea Strazzabosco, Nicola Munari, Enrico Miglioranzi, Lorenzo Casetti, Stefano Marchetti, Scott Hotham, Michele Strazzabosco (A) Attaccanti: Nicola Tessari, Dave Borrelli (C), Mirko Presti, Anthony Nigro, Fabrizio Pace, Matteo Tessari, Michele Stevan, Layne Ulmer, Sean Bentivoglio, Diego Iori, Kevin DeVergilio, Federico Benetti (A), Simone Olivero, Marco Magnabosco Staff Tecnico: John Parco (Allenatore), Franco Vellar (Ass. allenatore) |

- Qualificata per la Continental Cup 2015-2016: Asiago Hockey 1935